# 北卡累利阿省
北卡累利阿省（芬蘭語：Pohjois-Karjalan lääni），又译为北卡尔亚拉省，是芬蘭的一個舊省。1960年自庫奧皮奧省分出，1997年與庫奧皮奧省和米凱利省合併成東芬蘭省。省府約恩蘇。